# Сиймор Чатман
Сиймор Чатман (на английски: Seymour Chatman) е американски литературен теоретик и историк, а също и филмов критик, почетен професор по реторика в Калифорнийския университет в Бъркли.
Той е сред най-представителните фигури на американската наратология, образцов учен в т.нар. структуралистки или „класически“ клон на тази наука.

## Биография
Роден е на 30 август 1928 г. в Детройт, щата Мичиган в семейството на Уилям и Бети Дейвис Чатман. Баща му умира, когато Сиймор е на тийнейджърска възраст. Получава бакалавърска степен в Щатския университет „Уейн“ в Детройт през 1948 г., а докторска степен защитава в Мичиганския университет в Ан Арбър през 1956 г.
В началото на професионалната си кариера работи по т.нар. State Department translation project в Университета „Корнел“, а след това става професор в Пенсилванския университет. Като гост професор е изнасял лекционни курсове в университетите на Мелбърн, Цюрих и Венеция.
В началото на 1960-те години Чатман приема преподавателска длъжност в Калифорнийския университет в Бъркли, където е професор по реторика до пенсионирането си през 1993 г.
Като теоретик на киното е автор на меродавна книга за италианския кинорежисьор Микеланджело Антониони.
Последната му съпруга е Барбара Бломър. Има 3 дъщери: Емили Чатман Дъфи, Дженифър А. Чатман и Мариел Чатман Ласал.

## Признание
Носител е на множество награди и отличия, сред които наградата „Уейн Буут“ за цялостен принос, присъждана от Наратологичното общество. Чатман е носител и на стипендиите „Фулбрайт“ и „Гугенхайм“.